# Municipio de Enoch
El municipio de Enoch (en inglés: Enoch Township) es un municipio ubicado en el condado de Noble en el estado estadounidense de Ohio. En el año 2010 tenía una población de 440 habitantes y una densidad poblacional de 6,45 personas por km².

## Geografía
El municipio de Enoch se encuentra ubicado en las coordenadas 39°42′29″N 81°25′55″O / 39.70806, -81.43194. Según la Oficina del Censo de los Estados Unidos, el municipio tiene una superficie total de 68.21 km², de la cual 68,01 km² corresponden a tierra firme y (0,3 %) 0,2 km² es agua.

## Demografía
Según el censo de 2010, había 440 personas residiendo en el municipio de Enoch. La densidad de población era de 6,45 hab./km². De los 440 habitantes, el municipio de Enoch estaba compuesto por el 99,09 % blancos y el 0,91 % eran de una mezcla de razas. Del total de la población el 2,05 % eran hispanos o latinos de cualquier raza.